# Paris Bennett
Paris Bennett, (Rockford, 1988. augusztus 21. –) amerikai énekesnő, színésznő. Az ötödik helyen végzett az American Idol című televíziós tehetségkutató verseny ötödik évadában.

## Pályafutása
Édesanyja és nagymamája, Ann Nesby, a Sounds of Blackness korábbi énekesnője tanította. Paris Bennett hatéves korában kezdett fellépni. Bennettnek három öccse van, Shakur, Jamez és Dustin, valamint egy Shana nevű nővére. 
Bennett Dorothy szerepét játszotta a The Wiz iskolai produkciójában 2003-ban. 2004-ben Fayetteville-be, Georgiába költözött, hogy nagyszüleinél éljen. A Starr's Mill High Schoolban végezte az utolsó tanévét.
Bennett úgy döntött, hogy nőgyógyásznak tanul, mivel nem akart családja reflektorfényében járni. Bennett nagyapja, Tim Lee azonban észrevette, hogy az American Idol meghallgatásait Greensboro-ban tartják, és Bennett beleegyezett, hogy megpróbálja, de azt mondta, hogy felhagy az énekléssel, ha nem sikerül. Sikerült, ötödik lett.
szerepelt a „The Tonight”  Jay Leno című műsorban. 2006-ban Detroitban Bennett elénekelte a himnuszt a Detroit Pistons és a Miami Heat közötti konferenciadöntő NBA-mérkőzésen. Duettet vett fel John Debney-vel az Everyone's Hero című film dalát:  „The Tigers”. Édesanyjával fellépett a 2006-os Divas Simply Singing AIDS jótékonysági koncerten. Bennett a Take Five című számot adta elő a „The Gathering Live”-on, amely a családon belüli erőszakra való figyelemfelhívást célozta. Elénekelte a himnuszt a Minnesota Twins megnyitóján 2007-ben a minneapolisi Metrodome-ban.
2007-ben a Ronald McDonald House Charities hivatalos támogatója lett, és tagja a szervezet hírességekkel foglalkozó testületének, (Rocky Mountain Hospital for Children).
Kedvenc előadói Gladys Knight, Etta James, Sarah Vaughan, Billie Holiday és Aretha Franklin.

## Albumok
- 2007: Princess P
- 2008: A Royal Christmas

### Filmzene
- 2006: „The Tigers” John Debney − Everyone's Hero (Music from the Motion Picture)
- 2011: „I Will” − Mama, I Want to Sing! (The Soundtrack)

### Kislemezek
- 2006: Midnight Train to Georgia
- 2007: Ordinary Love
- 2007: Duet (km.: J. Isaac)
- 2008: My Boyfriend's Back
- 2018: All I Need For Christmas
- 2019: Unapologetically Me

## Filmek
- Paris Bennett az IMDb-n